# Amazasp Ovakimovič Arutjunjan
Amazasp Ovakimovič Arutjunjan (rusky Амазасп Овакимович Арутюнян; 14. října 1902 – 4. dubna 1971) byl sovětský diplomat, velvyslanec.

## Život
Roku 1928 absolvoval na Moskevské univerzitě poté roku 1930 na University of Minnesota ve Spojených státech amerických. V letech 1930 až 1943 pracoval jako vyučující na vysoké škole, poté vstoupil do diplomatických služeb. V rozmezí let 1943 až 1944 pracoval v ústřední administrativě Lidového komisariátu zahraničních věcí Sovětského svazu, poté působil jako zástupce vedoucího (1944 až 1948) a následně jako vedoucí (1948 až 1954) jeho Ekonomického oddělení. Současně s tím byl v letech 1948 až 1953 stálým představitelem Sovětského svazu při Ekonomické a sociální radě OSN a při Evropské hospodářské komisi OSN a také člen rady ministerstva zahraničí.
V letech 1954 až 1955 působil jako poradce ministerstva zahraničí, poté až do roku 1958 jako vedoucí jeho Prvního evropského oddělení. V období let 1958 až 1963 zastával post sovětského velvyslance v Kanadě a v letech 1964 až 1969 vedoucího Oddělení mezinárodních ekonomických organizací Ministerstva zahraninčích věcí SSSR. V období let 1966 až 1970 byl poradcem Hlavního úřadu plánování zahraničněpolitických akcí. Zemřel dne 2. dubna 1971, pochován byl na Novoděvičím hřbitově.
Za své služby obdržel Řád Lenina, dva Řády rudého praporu práce, Řád znaku cti, Medaili Za hrdinskou práci ve Velké Vlastenecké válce 1941-1945 a Medaili Na památku 800. výročí založení Moskvy.